# Gretl Theimer

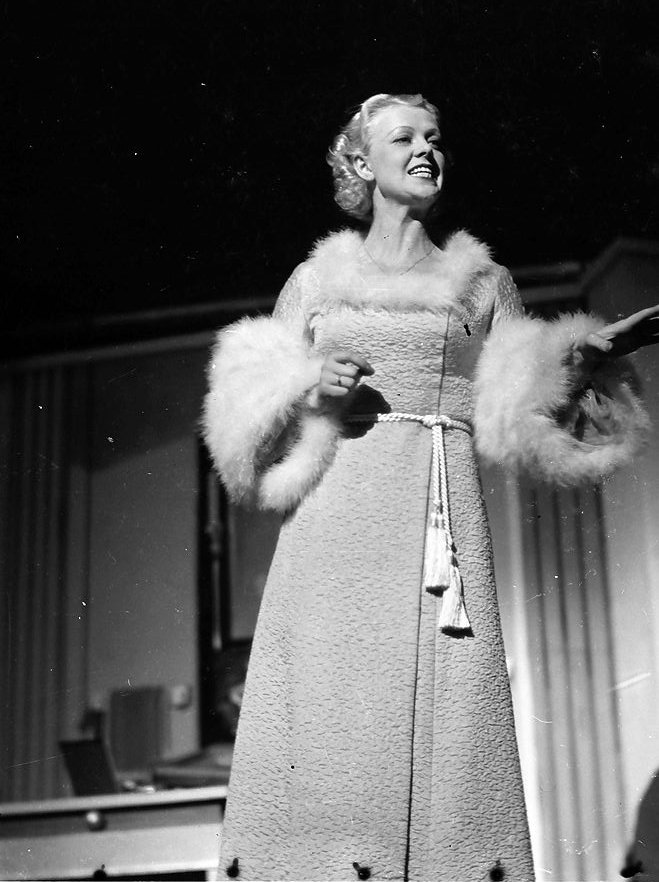
Gretl Theimer im Kabarett der Komiker, 1936

Gretl Theimer, gebürtig Margarethe Anna Karl-Maria Theimer (* 27. November 1910 in Wien; † 14. Mai 1972 in München), war eine österreichische Schauspielerin und Sängerin.

## Leben
Nach einer Ballettausbildung tanzte Gretl Theimer im Kinderballett der Wiener Staatsoper. Einen Namen machte sie sich zuerst als Operettensängerin an österreichischen und deutschen Bühnen.
Durch den Musikfilm Zwei Herzen im Dreivierteltakt, einem der ersten Tonfilme, wurde Gretl Theimer ein allbekannter Filmstar. Der gleichnamige Walzer nach Robert Stolz, den sie zusammen mit dem Schauspieler Walter Janssen sang, war zugleich einer der erfolgreichsten Schlager des Jahres 1930. Danach sah man Gretl Theimer als fesches und begehrtes  Maderl sehr häufig in Wiener Filmen und anderen Unterhaltungsfilmen der 1930er Jahre.
Nach etwa einem Jahrzehnt schien ihre Filmkarriere ganz beendet zu sein. Erst in den fünfziger und sechziger Jahren übernahm sie wieder einige meist sehr kleine Filmrollen.
Ihre Grabstätte befindet sich auf dem Münchner Waldfriedhof.

## Filmografie
- 1922: Sonnige Träume
- 1922: Flora mystica
- 1930: Zwei Herzen im Dreivierteltakt
- 1930: O alte Burschenherrlichkeit
- 1930: Die Csikosbaroneß
- 1930: Drei Tage Mittelarrest
- 1930: Ihre Majestät die Liebe
- 1931: Der Tanzhusar
- 1931: Wenn die Soldaten…
- 1931: Schön ist die Manöverzeit
- 1931: Jeder fragt nach Erika
- 1931: Viktoria und ihr Husar
- 1931: Holzapfel weiß alles
- 1931: Son altesse l’amour
- 1932: Die Vier vom Bob 13
- 1932: Johann Strauss, k. u. k. Hofkapellmeister
- 1932: Der Schützenkönig
- 1932: Das Geheimnis um Johann Orth
- 1933: Die Goldgrube (Kurzfilm)
- 1933: Das Glück von Grinzing
- 1933: Adjutant seiner Hoheit
- 1933: Mein Liebster ist ein Jägersmann (Unser Kaiser)
- 1934: Einmal eine große Dame sein
- 1934: Rosen aus dem Süden
- 1934: Die Mühle im Schwarzwald
- 1935: In einem kühlen Grunde
- 1935: Der Kampf mit dem Drachen
- 1936: Donaumelodien
- 1936: Der müde Theodor
- 1936: Alles für Veronika (Fräulein Veronika)
- 1936: Drei Mäderl um Schubert
- 1937: Die ganz großen Torheiten
- 1937: Die Landstreicher
- 1938: Der nackte Spatz
- 1938: Kleines Intermezzo (Kurzfilm)
- 1938: Tanz auf dem Vulkan
- 1939: Unsterblicher Walzer
- 1940: Lauter Liebe
- 1940: Falstaff in Wien
- 1952: Der Fürst von Pappenheim
- 1956: Pulverschnee nach Übersee
- 1956: Die Trapp-Familie
- 1956: Die schöne Meisterin
- 1956: Die Christel von der Post
- 1957: Heiraten verboten
- 1957: Der Bauerndoktor von Bayrischzell
- 1958: Italienreise – Liebe inbegriffen
- 1959: Laß mich am Sonntag nicht allein
- 1960: Eine Frau fürs ganze Leben
- 1962: Verrückt und zugenäht
- 1969: Walzertraum (TV)